# Сикхська конфедерація
Сикхська конфедерація — державне утворення сикхів, що існувало у північно-західній частині півострова Індостан у 1716–1799 роках. Назва достатньо  умовна, оскільки об'єднання базивувалося на військовому, а не територіальному принципі. Усі питання вирішувалися на загальних зборах  1 або 2 рази на рік. У 1770-х роках фактично розпалося на окремі володіння (місалі). 1799 року перетворено на Державу Сикхів.

## Історія
1708 року загинув гуру сикхів Ґобінд Сінґх, після чого сикхів вжене обирали своїх гуру. Боротьбу проти Імперії Великих Моголів продовжив Банда Сінґх Бахадур, що повстав у 1710 році. Багадур правив землями між річками Сутледж і Ямуна й карбував монету із зображеннями гуру Нанака й Ґобінда Сінґха. У 1716 році був розбитий могольськими військами, потрапив у полон, де був страчений. Падишах Фарук-сіяр видав фірман (наказ), що наказував навернути сикхівдо ісламу, в разі відмовив їх повинні були стратити. За спійманих сикхів або відрублені їх голови було обійцяно нагороду — 100 і 25 рупій відповідно. Багато хто зсикхів у гори Шиваліка, посушливу степову місцевість Мальви та ліс Лакхі. Терор проти сикхів тривав до 1719 року.
Водночас протягом кількох років 2-тис. озброєних сикхів продовжили опір, стали об'єднуватися у військові загони (джати), що з часом перетворилися на своєрідні клани. Боротьба малахарактер партизанщини. Останній у 1716—1719 роках утворили військовий союз сикхів . На його основі формувалася Сикхська конфедерація, що спочатку мала не територіальне, а військове підґрунття. Разом з тим сикхськагромада розкололася на прихильників та противників політики Банди Сінґх Бахадура — бандаї сіґхі (на чолі із Махант Мінґхом) й татва хальса (на чолі із Кахан Сінґхом) відповідно. У 1720 році міжними відбувся збройний конфлікт, під час якого Махант Сінґх загинув.
1726 року Закарія-хан, назим Лахорської суби, розпочав новий етап переслідування сикхів. Десь до початку 1730-х років сикхська громада зазнала найбільшого удару. Водночас посилюється військова складова, формуються місалі (від арабського слова — рівний) — військове об'єднання сикхських кланів. Тепер хальса стала значити сикхську громаду загалом.
У 1738—1739 роках Сикхська конфедерація скористалася поразками Імперії Великих Моголів від перського шаха Надира для перходу у наступ. В свою чергу сикхи здійснювали постійні напади на перське військо, що поверталося після грабунку північної Індії. У відповідь Надир Шаха наказав посилити боротьбу з сикхами. Грошова нагорода за вбитого сикха зросла до 50 рупій.
1747 року сикхам вдалося захопити Амрітсар. 29 березня 1748 року відбулося колективні рішення (гурмата) про створення власної армії Дал Хальси. З цього часу сикхська конфедерація отримала територіальний осередок, який з 1752 року став поступово розширюватися. Сикхам вдалося встояти під нападом у 1748 році дурранійського правителя Ахмед-шаха. В подальшому сикхи вимушені будуть ще 10 разів зазнавати нападів останнього.
З 1762 року міць Дал Хальси (сикхської армії) різко посилюється, та, як наслідок, відбувається значне збільшення території. 1763 року в Амрітсарі на зборах Сарбат хальси було оголошено незалежність сикхської конфедерації. 1765 року сикхи захопили Лахор, де стали карбувати власну монету. Зцього часу відбуваєтьсяперелам упротистоянні з Дурранійською імперією. Останні  спроби у 1768—1770 роках Ахмед-шаха здолати сикхів не мали успіху.
З середини 1770-х років сикхи починають поступово просування до Кашміру, де стикнулися зі спротивом афганських намісників Дурранійської імперії. Водночас починаються війни між місалями за право захоплювати нові землі. До 1778 року конфедерація остаточно розпадаєтьсяна окремі місалі.
1797 року спільними зусиллями вдалося відбити вторгнення військ Земан-шаха. З цього часу Ранджит Сінґх, місальдар Сучерчакії, почавполітику підпорядкування усіх місалів для утворення централізованої держави. Це загалом вдалося зробити до 1799 року. Втім ті місалі та сикхські володарі, що не підкорилися стали приводом для подальшого протистояння Сикхської держави і Великої Британії.

## Територія
Охоплювала долини та міжріччя (доаби) Сатледжу, Джеламу й Інду, Джеламу і Чинабу, Раві, Біас.

## Устрій
Була поділена на 12 місалів (Пхулкіан, Бганґі, Ахдувалія, Канхея, Рамгархія, Сінґхпурія, Панджгархія, Нішанвалі, Сукерчакія, Далевалія, Накай, Шахідан) на чолі із місальдарами. Було визначено збори хальси (Сарбат Хальса) двічі на рік: під час свят байсакхі й девалі. Сарбат Хальса контролювала сердарів (воєначальників), визначала засади військової політики, обирала лідерів сикхів. Поступово конфедерація отримала вигляд неформального союзу місалів. При цьому участь місальдарів в сарбат хальсі не було проявом передавання своїх повноважень хальсі загалом. Спільне рішення (гурмата) на сарбат хальсі швидко стало актом угоди незалежних сикхських володарів.
Місальдари у внутрішніх справах були незалежними. Кожний з них мав власний диван (раду), чиновників, військові загони. Чиновники поєднували цивільні та судові функції.
Нижчою одиницею було село, об'єднання декількох сіл утворювало паргану. В свою чергу 21 паргана формувала тарафу (округ), щоотримував назву за найбільшим містом. 11 тарафаскладали дісу (провінцію).

### Джатедари Дал Хальси
- Баба Дарбара Сінґх (1716—1733)
- Наваб Капур Сінґх (1733—1748)
- Джасса Сінґх Ахлувалія (1748—1783)
- Наїна Сінґх (1783—1800)

## Військо
Називалося дал хальса (військо громади). Спочатку являло об'єднання військ місалів на час певної військової компанії, переважно з оборонною метою. В інший час війська місалів діяли окремо. Будь-який вояк міг приєднатися до будь-якого місаля за бажанням, також міг вийти з місаля, до якого він належав. З середини 1770-х років фактично припинило існування як єдине ціле.
Загалом війська місалів коливалися від кількох сотень до десятків тисяч вояків. Загальна численність військ усіх місалів нараховувала близько 70 тис. вояків. Основу становила легка кіннота, частково важка. Кожен був озброєний список, шаблею та рушницею. Грамати відігравали не значну роль. Отримували платню від місальдарів. Найпоширенішою системою оплати була фасаландарі — отримували оплату кожні 6 місяців наприкінці жнив.
Тактика полягала у швидкому маневруванні кінноти задля не допущення застосування ворожої гармати. При цьому вівся постійний вогонь з рушниць сикхів. При цьому кіннота намагалася зблизитися з ворогом для застосування у ближній сутичці шаблі й спису. Широко застосовувався фланговий обхід ворога, атака на окремі підозріли, обози, табори та постачальників їжі.

## Економіка
Основу становили сільське господарство, дрібне ремісництво, мита та податки. Значний зиск місальдари отримували від системи ракхі (покровительства) — від 1/5 до 1/2 врожаю. Також поповнення скарбниці здійснювалос язарахунок здобичі.
Земля під безпосереднім управлінням місладара називалася сардарі. Система патадарі використовувалася на захоплених землях, де ця земля поділялася між усіма суркундами (очільниками підрозділів), які в с воючергу
наділяли землею підпорядкованих вояків. Земельні ділянки в системі патадарі не можна було продати, але можна було передати родичам у спадок. Система місалдарі застосовулася для надання землі воякам, що добровільно перейшли з іншого місаля. Землю надану місладаром своїм цивільним підлеглим називали табадарі (він її отримував на час життя місландара) та джагірдарі (родичам місландара).